# Лајонс Ден
Лајонс Ден је насеље у Зимбабвеу 24 km северозападно од Чинхојија. Налази се на главном путу и прузи од Харареа за Чирунду.
| Надмоска висина    | 1050 m           |
| Падавине           | 810mm            |
| Средње температуре |                  |
| Најтоплији месец   | 24 °C.           |
| Најхладнији месец  | 16 °C.           |
| Број становника    | 2.000            |
| Провинција         | Машоналенд Запад |